# Koncentracijski logor Treblinka
Koncentracijski logor Treblinka, izvorni naziv: Istrebljivački logor Treblinka (njem. Vernichtungslager Treblinka), bio je nacistički logor za istrebljenje na području okupirane Poljske, aktivan tijekom Drugog svjetskog rata. Poznat i kao Treblinka II. U ovom je logoru između srpnja 1942. i listopada 1943. u okviru Operacije Reinhard ubijeno 750 do 850 tisuća ljudi, od toga više od 99,5% Židova i oko 2000 Roma. Treblinka je bila najveći logor smrti u ovoj operaciji. Većina žrtava je prevožena vlakovima iz Varšavskog geta. Logor je zatvoren poslije pobune u kojoj je poginulo nekoliko Nijemaca i kada je mali broj zatvorenika uspio pobjeći.
Logor Treblinka se nalazio pored sela Treblinka sjeveroistočno od Varšave u današnjem Mazovjeckom vojvodstvu u Poljskoj. Obližnji logor Treblinka I bio je logor za prisilni rad i u njemu je bila smještena administracija logora smrti.

## Osnivanje logora Treblinka
Treblinka je zamišljena kao logor za brzo i masovno istrebljenje. Njene dimenzije su svega 600 x 400 metara. To je bio jedan od 4 tajna logora Operacije Reinhard (pored Belzeca, Sobibora i Majdaneka). Kulmhof (Kelmno) je bio pilot projekt za izgradnju ostalih logora smrti. Operacijom Reinhard je u Poljskoj rukovodio austrijski SS poručnik Odilo Globočnik kao zamjenik Heinricha Himmlera. Za razliku od regularnih koncentracijskih logora, logori smrti iz Operacije Reinhard su bili odgovorni izravno Himlerovom uredu u Berlinu.
Prije Operacije Rajnart mobilne SS grupe su ubile preko 500 000 Židova na teritoriju Istočne Europe, kojeg su okupirale njemačke trupe. Međutim, postalo je očigledno da fizički ne mogu likvidirati milijune Židova koje su koncentrirali u geta u okupiranim zemljama. Tako su logori smrti stvoreni s namjenom da brzo likvidiraju veliki broj Židova iz gradskih geta. Treblinka je bila spremna za ovaj zadatak 24. srpnja 1942., kada su počeli stizati prvi transporti Židova. Po navodima SS brigadnog oficira Jürgena Stropa (Jürgen Stroop) ukupno je 310 tisuća Židova transportirano teretnim vagonima iz Varšavskog geta u Treblinku u razdoblju od 22. srpnja do 3. listopada 1942.
U početku, žrtve su pokopavane u masovne grobnice ili su bacane na gomile, jer radnici nisu imali vremena da ih pokopaju. Smrad tijela u raspadanju osjećao se na daljini do 10 kilometara. U rujnu 1942. izgrađene su nove plinske komore. U njima je bilo moguće usmrtiti 3000 ljudi u dva sata.

## Organizacija logora
Logorom je upravljalo 20-25 SS nadzornika (Nijemaca i Austrijanaca) i 80-120 stražara. Povijesni arhivi svjedoče da je među stražarima bilo lokalnih Nijemaca (Folksdojčera) i Ukrajinaca, a zabilježeni su i slučajevi stražara Rusa, Tatara, Moldavaca, Latvijaca i ljudi iz sovjetske Središnje Azije.
Većinu poslova u logoru je obavljala skupina od 700-800 židovskih logoraša organiziranih u posebne jedinice (njem. Sonderkommando). Plava jedinica je bila odgovorna za istovaranje vagona, odnošenje prtljage i čišćenje vagona. Crvena jedinica je skidala prispele logoraše i odnosila njihovu odjeću u skladište. Posebna jedinica se bavila novcem, zlatom, vrijednosnim papirima i nakitom. Njihov zadatak je bio pretresanje logoraše pred sam ulazak u plinske komore. Ekipa zubara bi kliještima vadila zlatne zube iz vilica ugušenih žrtava. Posebna jedinica je bila zadužena za odnošenje leševa od plinskih komora do krematorija, morali su pretraživati pepeo, drobiti prepoznatljive ostatke pokojnika i pohranjivati pepeo u jame. Stražari su često tukli i ponekad ubijali ove pomoćne radnike, koji su svakodnevno birani među pridošlicama.
Mnogi logoraši u očaju zbog smrti obitelji, počinili su samoubojstvo vješajući se u baraci. Radne jedinice su mijenjane na svakih 3 do 5 dana, pri čemu bi stare bile likvidirane.
Žrtve su u Treblinku stizale vlakom, zatim su odvajane po spolu, i naređivano im je da se svuku do gola. Zimi temperature su padale i do -20° C. Stražari su birali one koje su slali u lažnu ambulantu, a to su obično bili oni koji su se bunili. U toj zgradi bi ih strijeljali.

## Otpor
U kolovozu 1943. pobunili su se logoraši iz radnih jedinica. Ugrabili su lako oružje, polili prostorije kerozinom i zapalili ih. U kaosu koji je nastao poginulo je nekoliko njemačkih vojnika i veliki broj logoraša (od 1500 njih koji su se pobunili, preživjelo je 40). To su gotovo jedini preživjeli logoraši logora Treblinka. Poslije ovog događaja logor je prestao s radom. Zapovjednik logora Kurt Franc spomenuo je u svojim sjećanjima: "Poslije ustanka iz kolovoza 1943. sam sam upravljao logorom mjesec dana. Za to vrijeme nije bilo egzekucija plinom. Prvobitni logor je za to vrijeme sravnjen i tu je zasijan bob".
Nakon pobune Nijemci su odlučili, da pobiju preostale židovske zatvorenike i zatvore logor. Vatra je znatno oštetila instalacije, a i likvidacija poljskih Židova je bila gotovo ostvarena. Odilo Globočnik je pisao Himleru: "19. listopada 1943. kompletirao sam Operaciju Reinhard i raspustio sve logore ". Posljednje žrtve logora Treblinka bila je grupa od trideset žena streljanih krajem studenog.

## Epilog
Smatra se da je u ovom logoru stradalo 245 tisuća Židova iz Varšavskog geta, 112 tisuća Židova iz područja oko Varšave, više od 337 tisuća Židova iz okolice Radoma, 35 tisuća iz okoline Lublina i 107 tisuća iz okoline Białystoka. Od Židova iz dugih zemalja tu su umoreni: 7000 Židova iz Slovačke, 8000 iz logora u Terezijenštatu, 4000 Židova iz Grčke i 7000 Židova iz Makedonije.
Velik broj zapovjednika je uhićen i osuđen.